# Aneflomorpha parowana
Aneflomorpha parowana là một loài bọ cánh cứng trong họ Cerambycidae.